# Riola Sardo
Riola Sardo är en ort och kommun i provinsen Oristano i regionen Sardinien i Italien. Kommunen hade 2 143 invånare (2017).